# Рупольдінг
Рупольдінг (нім. Ruhpolding) — громада в районі Траунштайн у південно-східній Баварії, відомий своєю біатлонною трасою. Підпорядковується адміністративному округу Верхня Баварія. Площа — 147,83 км². Населення становить 6977 ос. (станом на 31 грудня 2020).
У Рупольдінгу проводили чемпіонати світу з біатлону 1979, 1985, 1996 та 2012 років.

## Назва
Назва «Ruhpolding» походить від баварського слова Rupoltingin, що означає «люди славетного».

## Історія
Уперше селище згадують як Ruhpoldingen у 1193.
У 1585 році стало адміністративною одиницею. У 1882 році об'єднали засновані в 1818 році громади Рупольдінг, Вахенай і Зелл.
1895 року до Рупольдинга проклали залізницю. У 1933 році Карл Денегер заснував у цьому місці курорт зимових видів спорту, який під час і після Другої Світової війни довго не функціонував. З 1948 селище стало відомим курортом, особливо популярним серед прихильників зимових видів спорту. У 1950-х роках під час туристичного буму тут встаноили рекорд із кількості туристів, число яких досягло 600 000 осіб. Цей рекорд перевершили в 1991 році, коли розмістили туристів на 1 122 732 людино-ночей.

## Спорт
Поблизу Рупольдінга розташована «Chiemgau Arena», на якій є комплекс трамплінів, а також знаменитий біатлонний центр. Тут пройшли чотири Чемпіонату світу з біатлону (1979, 1985, 1996, 2012) і регулярно проходять етапи кубка світу з біатлону.
Крім біатлону тут створено можливості для гри в гольф, є траси для гірських велосипедів, лижні траси, стрільбища, звідси можна піти у гори чи на риболовлю.

## Фотографії

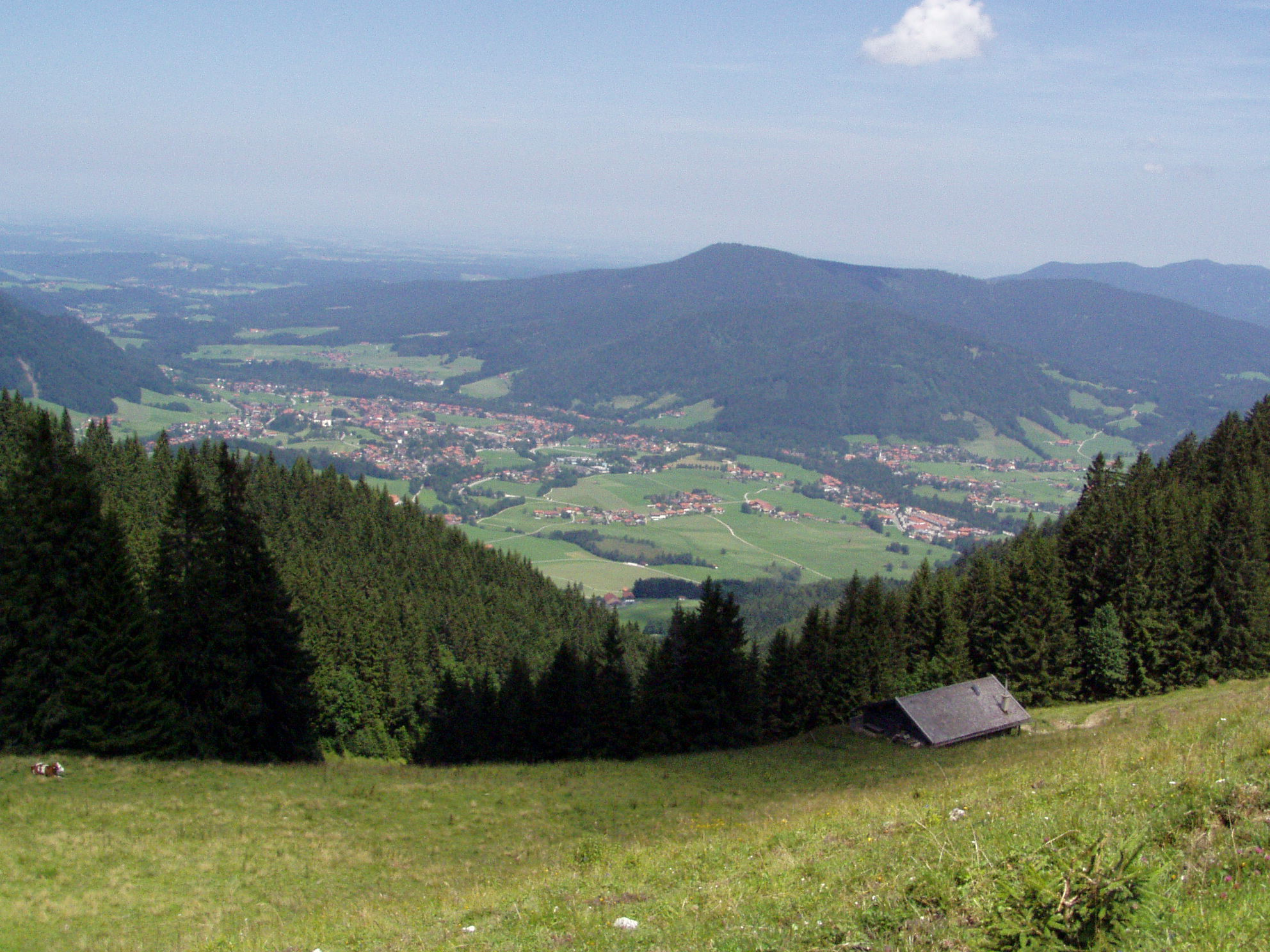
Рупольдінг
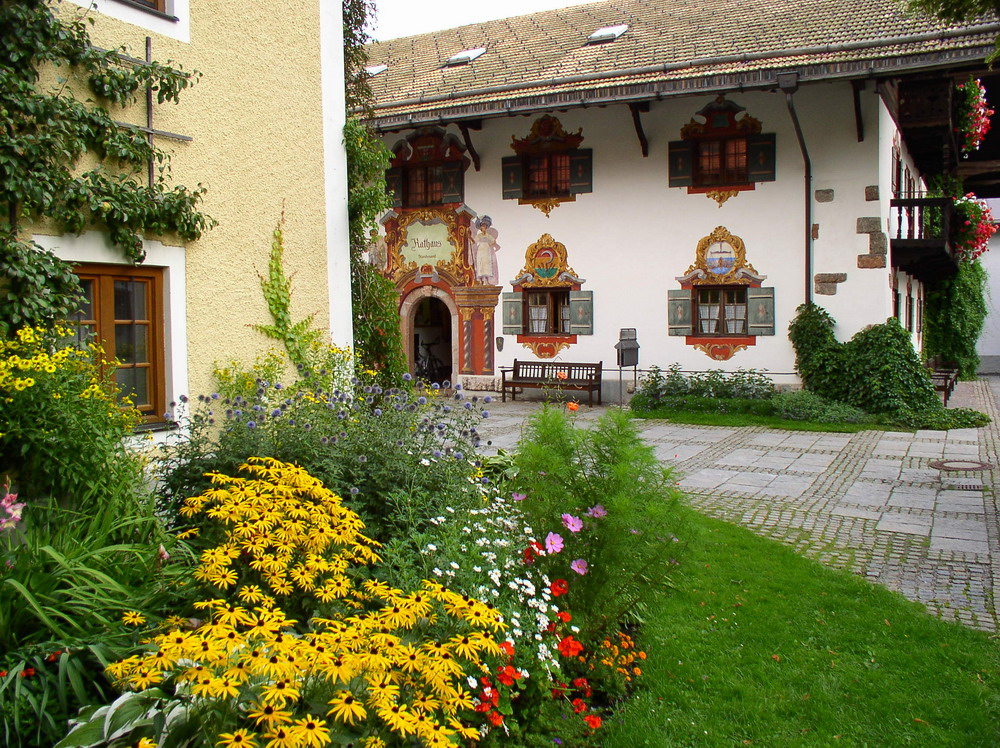
Ратуша
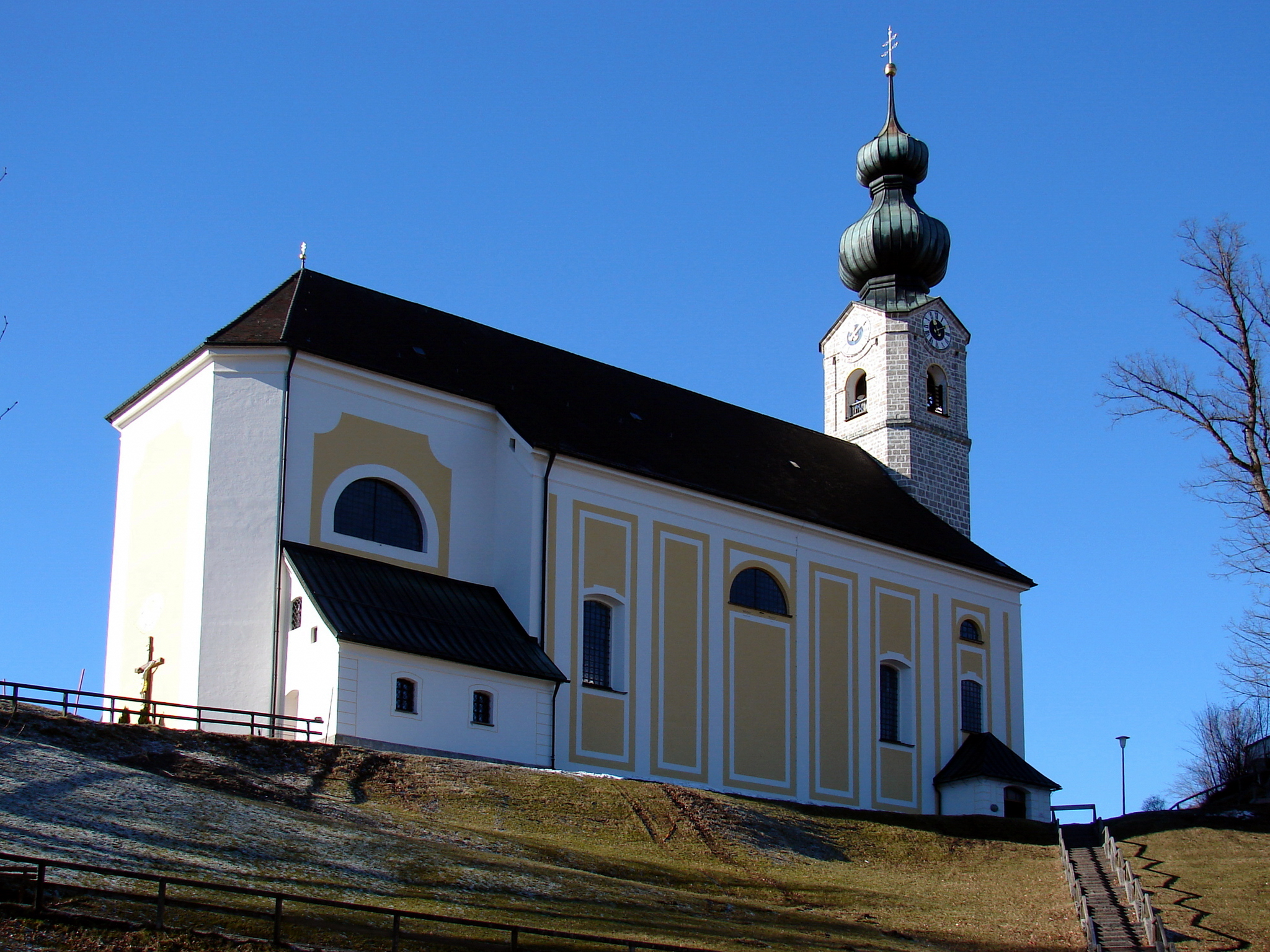
Церква святого Юрія (Георгія)